# Lac Bunyonyi
Le Lac Bunyonyi est situé au sud ouest de l'Ouganda non loin de la ville de Kabale, à proximité de la frontière avec le Rwanda. 

## Géographie
Ce lac d'eau douce, aux rives sinueuses, mesure 25 km de long et 7 km de large et possède 29 îles. 

La surface du lac est à une altitude de 1 962 m et sa profondeur, mal connue, est d'une profondeur moyenne de 44 m. Cependant, le lac étant situé sur une faille d'origine volcanique, de nombreuses sources s'accordent à estimer que la profondeur pourrait aller en un certain point jusqu'à 900 m. Si cette dernière valeur était avérée, le lac serait le deuxième plus profond d'Afrique (après le lac Tanganyika).

Le climat de la région, équatorial tempéré par l'altitude, assure une température fraîche aux eaux du lac Bunyonyi (25 °C en surface) 

## Environnement

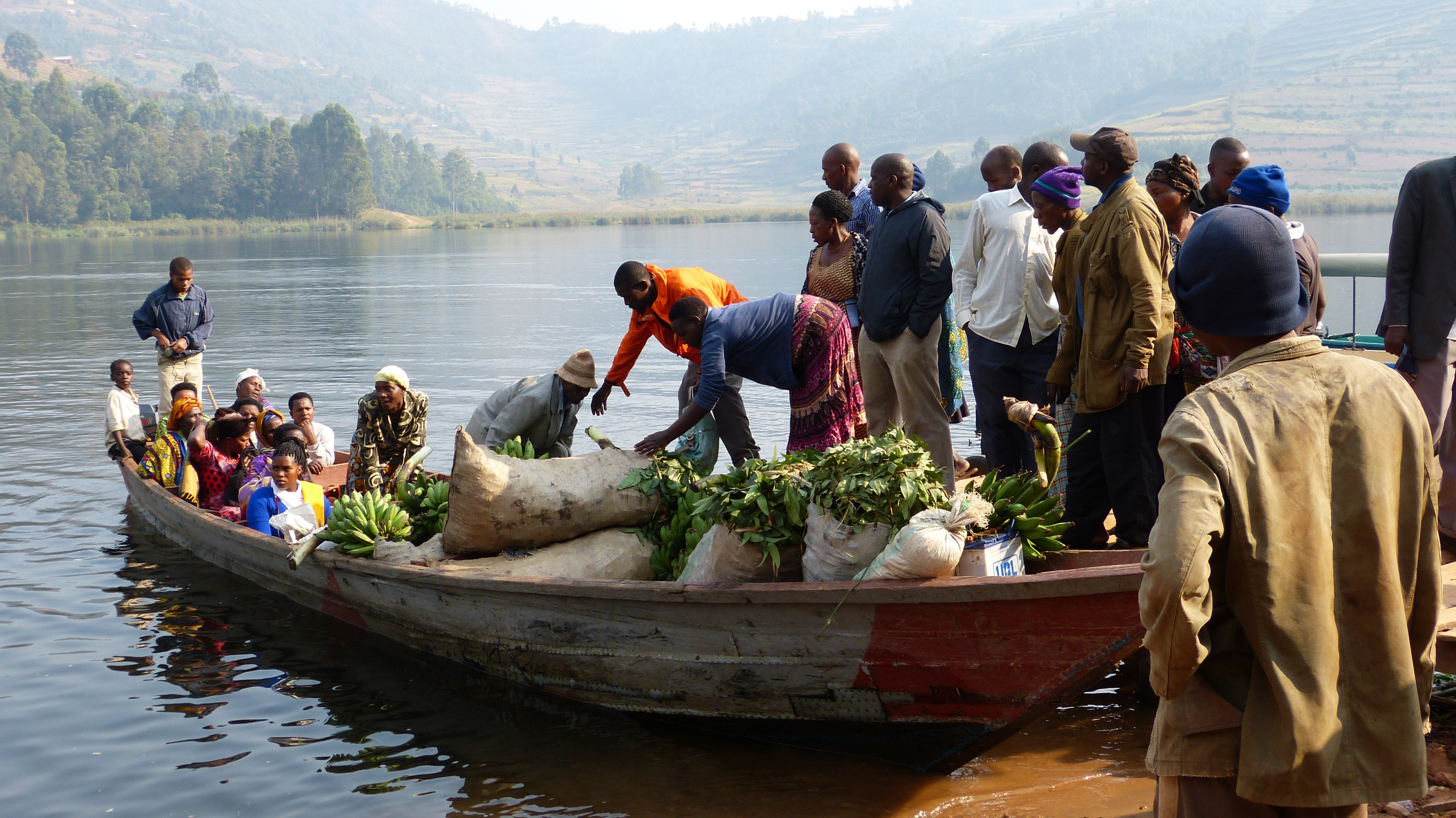
Jour de marché au lac Bunyonyi.

Le lac, en raison de sa profondeur, de sa stratification et du manque de zones adaptées au frayage, ne possède qu'une population limitée de poissons, principalement des poissons-chats et quelques espèces de carpes. L'introduction d'espèces plus intéressantes commercialement (notamment tilapia) a été entreprise au début du XXe siècle mais abandonnée après la mort massive de poissons dans les années 60. La réintroduction de tilapia a été tentée en 2002.

Le lac est aussi connu pour abriter de nombreuses écrevisses de Louisiane plus consommées par les touristes que par les populations locales.
D'importantes colonies d'oiseaux nichent dans les collines, les îles et les marias entourant le lac : plus de 200 espèces différentes ont été recensées, en particulier la grue royale, emblème national, et de nombreuses espèces de passereaux (tisserins) et de hérons. Le lac en tire d'ailleurs son nom puisque Bunyonyi signifie « l'endroit des nombreux oiseaux » en rukiga.
Le lac abrite également des colonies de loutres à cou tacheté.

Il est à noter que l'absence d'animaux dangereux gros (crocodiles, hippopotames) et petits (parasites responsables de la bilharziose, le lac Bunyonyi est l'un des rares lacs africains à être parfaitement sûr pour la baignade.
La ville de Kabale étant assez proche, les rives du lac n'abritent que quelques villages, et bien que les collines soient densément cultivées, l'habitat reste principalement dispersé. La population est principalement composée de membres de l'ethnie Kiga (bakiga) et d'une minorité de pygmées Twa. Les activités économiques principales sont l'agriculture et le tourisme.

## Tourisme
La beauté des paysages de collines cultivées en terrasses descendant abruptement dans le lac, les possibilités de sports nautiques (baignade, canoë) et la proximité avec les parcs nationaux "à gorilles" (Mgahinga National Park et Bwindi National Park) font du lac Bunyonyi une destination touristique populaire.

De nombreuses guesthouses, sites de campings et ecolodges parsèment les rives et les îles du lac.
Le lac est représenté au verso des billets de 5 000 Shillings ougandais.